# Fawzi Mellah
Pour les articles homonymes, voir Mellah (homonymie).
Fawzi Mellah, né en 1946 à Damas, est un écrivain et journaliste tunisien. Il est universitaire à Genève en Suisse.

## Biographie
Il a étudié les lettres, la philosophie et le droit à l'Université de Lausanne.

## Œuvres
- 1973 : Néron, ou les oiseaux de passage suivi de Pourquoi jouer Néron ? (théâtre)
- 1975 : Le Palais du non-retour (théâtre)
- 1985 : De l'unité arabe : essai d'interprétation critique (essai), éd. L'Harmattan, Paris  (ISBN 2858025517)
- 1987 : Le Conclave des pleureuses (récit), éd. du Seuil, Paris  (ISBN 2020095165)
- 1988 : Elissa, la reine vagabonde (roman), éd. du Seuil, Paris  (ISBN 2020101874)
- 2000 : Clandestin en Méditerranée (reportage), éd. Le Cherche midi, Paris  (ISBN 2862747459)
- 2009 : Le Transfert des cendres (roman), éd. Bénévent, Paris  (ISBN 2756312088)